# Глаза тьмы
«Глаза тьмы» (англ. The Eyes of Darkness) — роман (триллер) американского писателя Дина Кунца, в котором рассказывается о матери, отправившейся на поиски сына, чтобы узнать, действительно ли он умер год назад или всё ещё жив.

## Сюжет
Кристина Эванс, недавно разведённая женщина, год назад потеряла своего 12-летнего сына Дэнни, который ушёл в поход со скаутами. Во время похода все его участники таинственно погибли по неустановленной причине. Мать Дэнни находит утешение в работе, став танцовщицей, а затем — постановщицей шоу. В это время она знакомится с юристом Элиотом Страйкером, с которым планирует связать жизнь.
Неожиданно Кристину начинают окружать странные случаи: ей снится Дэнни, вещи в его комнате сами собой перемещаются и появляются надписи, которые сообщают, что Дэнни жив. Также она видит кого-то похожего на сына в автомобиле в своем городе. Кристина пытается дать рациональные объяснения этому и подозревает, что в её дом кто-то втайне пробирается — сумасшедший или шантажист, который знал Денни. В вещах сына она находит комикс, на котором изображен страшный человек-преследователь из её снов. Элиот Страйкер стремится помочь Кристине, но скоро натыкается на препятствия в расследовании — кто-то упорно не даёт ему узнать причину смерти Дэнни. Вместе они решают выяснить, что могло произойти в тот день, когда вроде умер её сын, хотя тела погибшего она так и не увидела. Страйкер обращается в этом деле к знакомому судье Гарольду Кеннбеку.
Отправившись к экстрасенсу Билли Седстоуну, Кристина получает от него сообщение, что её сына содержат в отдаленном месте в горах. Поехав по намеченному маршруту, Кристина и Элиот обнаруживают обнесённую забором территорию. Между тем пару начинают разыскивать частные агенты, посланные неким Джорджем Александером. Кристина и Элиот проникают на территорию секретного объекта, у работника доктора Захария они узнают, что Дэнни жив и находится в медицинском изоляторе. Как выясняется, в лаборатории этой базы шли работы над изучением вируса «Ухань-400» в рамках проекта «Пандора». Дэнни оказался единственным уцелевшим из участников похода, погибших в результате случайного распространения вируса за пределы лаборатории. Информацию о создании вируса в США втайне привез китайский ученый-перебежчик Ли Чен. Против «Уханя-400» нет лекарств, вместе с тем, сам вирус быстро погибает со смертью его носителя. «Ухань-400» тем самым является идеальным биологическим оружием для уничтожения населения. Но у Дэнни оказался иммунитет к вирусу, поэтому он стал подопытным секретной базы. Организм мальчика преодолевает различные штаммы вируса, хотя это и истощает его.
Агенты Джорджа Александера, преследующие Кристину и Эллиота, летят на вертолёте по их следам на эту базу, но те успевают покинуть её вместе с сыном. По словам сына, Кристина поняла, что вирус не только не помешал Дэнни, но и развил у него паранормальные способности.

### Главные персонажи
- Дэнни Эванс
- Кристина (Тина) Эванс — мать Дэнни
- Майкл Эванс — отец Дэнни
- Элиот Страйкер — юрист, новый друг Кристины
- Джордж Александер — руководитель проекта «Пандора»
- Винсент — агент-убийца, нанятый Александером

## Совпадение с событиями 2019 года
В 2019 году произошла вспышка коронавируса COVID-2019, которая началась в китайском городе Ухань. Вирус, который фигурирует в романе как биологическое оружие «Ухань-400», был разработан китайскими учёными в лабораториях города Ухань и тайно ввезён в США учёным Ли Ченем. В оригинальной версии романа (1981 год) имя вируса — «Gorki-400», только в 1989 году его название было изменено на «Ухань-400».